# Kamui Kobayashi
Kamui Kobayashi (Hyogo, Japó, 13 de setembre de 1986) és un pilot de curses automobilístiques. Actualment (any 2014) competeix en la Temporada 2014 de Fórmula 1 amb l'escuderia Caterham F1 Team.

## Trajectòria
Kobayashi inicià la seva trajectòria automobilística l'any 2003 a la Fórmula Toyota del Japó, on finalitzà en 2a posició, tan sols superat per Kazuki Nakajima, fet que li permeté que fos integrat al Toyota Young Drivers Program, estructura formativa de joves pilots de Toyota. Kobayashi fou enviat a Europa a disputar el campionat italià de la Fórmula Renault, on al primer any finalitzà 4t i al segon s'alçà amb el títol italià i europeu.
L'any 2006, també amb el suport de Toyota, accedeix a la Fórmula 3 europea, campionat en el que finalitzà en 8a posició, esdevenint el debutant millor classificat. Al final de 2006 participà en els test de pretemporada de la Fórmula 1 de Toyota F1, això no obstant, per la temporada 2007 seguí a la Fórmula 3.
L'any 2008 fou nomenat pilot provador de Toyota F1, tasca que continuà durant el 2009, si bé la lesió del pilot titular Timo Glock propicià que Kobayashi disputés els dos últims grans premis del campionat, el Gran Premi de Brasil on finalitzà en 9a posició i el Gran Premi d'Abu Dhabi on finalitzà en una meritòria 6a posició, sumant així els seus primers punts a la Fórmula 1.